# Smaragdina higuchii
Smaragdina higuchii là một loài bọ cánh cứng trong họ Chrysomelidae. Loài này được Kimoto & Takizawa miêu tả khoa học năm 1981.